# (21722) Rambhia
(21722) Rambhia (1999 RX120) – planetoida z pasa głównego asteroid okrążająca Słońce w ciągu 3,6 lat w średniej odległości 2,35 j.a. Odkryta 9 września 1999 roku.